# Reinhard Koerner
Reinhard Koerner (* 27. Juni 1926 in Apolda; † 23. April 1987 in Berlin) war ein deutscher Epigraphiker.

## Leben
Reinhard Koerner, Sohn des Studienrates und späteren Geografieprofessors Fritz Koerner (1893–1959), besuchte das Gymnasium in Jena und legte 1944 das Notabitur ab. Nach kurzer militärischer Ausbildung wurde er ausgemustert und konnte zum Wintersemester 1944/1945 sein Studium an der Universität Jena beginnen. Er studierte Geschichte, Geografie und Germanistik, wechselte aber 1945 zur Klassischen Philologie. Bei Karl Barwick schrieb Koerner 1950 seine Examensarbeit über den Dialogus de oratoribus. Bestimmend war für Koerner die Bekanntschaft mit Friedrich Zucker, der Koerner an die Papyrologie und Epigraphik heranführte und seine weitere Laufbahn unterstützte.
Nach kurzer Tätigkeit als Studieninspektor am Schülerheim der thüringischen Landeskirche in Eisenach wurde Koerner 1952 an der Akademie der Wissenschaften zu Berlin angestellt, wo er beim Corpus Inscriptionum Latinarum arbeitete. 1954 wechselte er zum Projekt Inscriptiones Graecae, das von Günther Klaffenbach geleitet wurde.
Neben der Arbeit an der Akademie betrieb Koerner auch selbständige wissenschaftliche Forschung. Sein Schwerpunkt war die Geschichte des griechisch-römischen Ägyptens, für die Inschriften und Papyri wertvolles Quellenmaterial boten. 1957 wurde Koerner in Jena bei Friedrich Zucker mit einer Arbeit über den Historiker Polybios promoviert. 1970 erfolgte seine Promotion B (Dr. sc. phil.) mit einer Arbeit über die antike Wasserversorgung der Griechen. Seitdem beschäftigte er sich intensiv mit Recht und Verwaltung der frühen griechischen Poleis.
Nach dem Tod Friedrich Zuckers trat Koerner 1969 in die Redaktion des Archivs für Papyrusforschung und verwandte Gebiete ein. Dort übernahm er als Mitherausgeber die „verwandten Gebiete“, besonders die Epigraphik.
Reinhard Koerner starb am 23. April 1987 nach kurzer, schwerer Krankheit. Er wurde auf dem Friedhof der Dorfkirche Kaulsdorf beigesetzt. Aus seinem Nachlass gab sein Kollege Klaus Hallof die Monografie Inschriftliche Gesetzestexte der frühen griechischen Polis heraus.